# أليخاندرو بالدي
أليخاندرو بالدي مارتينيز (بالإسبانية: Alejandro Balde Martínez؛ مواليد 18 أكتوبر 2003) هو لاعب كرة قدم يلعب في مركز الظهير الأيسر مع نادي برشلونة.

## النشأة
ولد بالدي في برشلونة، من أب غيني وأم دومنيكانية.

## مسيرته الكروية
بدأ أليكس بالدي بلعب كرة القدم في سي سانت جابرييل، عندما كان يبلغ من العمر ستة أعوام، وسرعان ما لفت انتباه اثنين من عمالقة كرة القدم في برشلونة. كان إسبانيول هو الأسرع في الرد، لكن بالدي قضى عامًا واحدًا مع النادي، قبل أن يغادر إلى برشلونة، وينضم إلى لا ماسيا في سن الثامنة.
بدأ بالدي اللعب مع فريق برشلونة ب خلال موسم 2020–21، لكنه لكنه لم يشارك مع الفريق الأول، حيث كان وضعه التعاقدي كمصدر للتجارب مع النادي، مما دفعه إلى تبديل وكيله إلى خورخي مينديز. في أواخر يوليو، جدد في النهاية عقده مع برشلونة حتى عام 2024، بشرط جزائي بقيمة 500 مليون يورو.
مع رحيل جونيور فيربو إلى ليدز يونايتد، صعد بالدي في التسلسل الهرمي للظهير الأيسر في برشلونة، ليصبح البديل الرئيسي لجوردي ألبا.
شارك لأول مرة مع نادي برشلونة الأول في 14 سبتمبر 2021، حيث حل محل جوردي ألبا في مباراة الهزيمة 3–0 على أرضه في دوري أبطال أوروبا أمام بايرن ميونخ.

## مسيرته الدولية
أليخاندرو بالدي هو لاعب دولي للشباب مع إسبانيا، يلعب مع إسبانيا تحت 16 سنة منذ عام 2019. ومع إسبانيا تحت 17 سنة، فاز بالبطولة التمهيدية لبطولة أمم أوروبا 2020 تحت 17 سنة والتي تم إلغاؤها لاحقًا.
في أغسطس 2021، تم استدعاؤه لأول مرة إلى إسبانيا تحت 19 سنة، وشارك لأول مرة في الشهر التالي، خلال مواجهة مزدوجة ضد المكسيك.

## الإنجازات
برشلونة
- الدوري الإسباني: 2022–23، 2024–25
- كأس ملك إسبانيا: 2024–25
- كأس السوبر الإسباني: 2022–23، 2024–25

الفردية
- تشكيلة الموسم في الدوري الإسباني: 2022–23

## الإحصائيات

### النادي
آخر تحديث 14 سبتمبر 2021.
| النادي    | الموسم                  | الدوري              | الدوري | الدوري  | الكأس  | الكأس   | قاري   | قاري    | أخرى   | أخرى    | المجموع | المجموع |
| النادي    | الموسم                  | الدرجة              | الظهور | الأهداف | الظهور | الأهداف | الظهور | الأهداف | الظهور | الأهداف | الظهور  | الأهداف |
| --------- | ----------------------- | ------------------- | ------ | ------- | ------ | ------- | ------ | ------- | ------ | ------- | ------- | ------- |
| برشلونة ب | 2020–21                 | دوري الدرجة الثانية | 16     | 0       | –      | –       | –      | –       | 0      | 0       | 16      | 0       |
| برشلونة ب | 2021–22                 | دوري الدرجة الثانية | 2      | 0       | –      | –       | –      | –       | 0      | 0       | 2       | 0       |
| برشلونة ب | المجموع                 | المجموع             | 18     | 0       | 0      | 0       | 0      | 0       | 0      | 0       | 18      | 0       |
| برشلونة   | الدوري الإسباني 2021–22 | الدوري الإسباني     | 0      | 0       | 0      | 0       | 1      | 0       | 0      | 0       | 1       | 0       |
| الإجمالي  | الإجمالي                | الإجمالي            | 18     | 0       | 0      | 0       | 1      | 0       | 0      | 0       | 19      | 0       |

الملاحظات
1. ↑  المباراة في دوري أبطال أوروبا

## وصلات خارجية
- أليخاندرو بالدي على موقع الاتحاد الأوربي (الإنجليزية)
- أليخاندرو بالدي على موقع إي إس بي إن إف سي (الإنجليزية)
- أليخاندرو بالدي على موقع قاعدة بيانات كرة القدم.إي يو (الإنجليزية)
- أليخاندرو بالدي على موقع ليكيب (الفرنسية)
- أليخاندرو بالدي على موقع ناشيونال فوتبول تيمز (الإنجليزية)
- أليخاندرو بالدي على موقع Soccerbase.com (لاعب) (الإنجليزية)
- أليخاندرو بالدي على موقع Soccerway.com (الإنجليزية)
- أليخاندرو بالدي على موقع عالم كرة القدم.نت (الإنجليزية)
- أليخاندرو بالدي على موقع AS.com (الإسبانية)